# Li Jun
Li Jun (Xinès simplificat: 李俊) (Xia 1922 - 2013), guionista i director de la tercera generació del cinema xinès.Li és un director de tercera generació relativament desconegut: tot i que només va fer poques pel·lícules, algunes són significatives en la història del cinema xinès, especialment 农奴 (Serfs) produïda el 1963 per August First Film Studio, propietat de l'Exercit Popular d'Alliberament, especialista en films ambientats en temes militars. Va ser la primera pel·lícula feta al Tibet, inspirada en una història real i rodada en part en anglès i amb un guió del dramaturg i guionista Huang Zongjiang.

## Biografia
Li Jun va néixer el 2 de març de 1922 a Xia, província de Shanxi (Xina).
El 1937, després de la declaració de la segona guerra sinojaponesa, es va allistar a l'exèrcit; Tenia només quinze anys i va estudiar al vuitè exèrcit, i després, el 1938, a la Universitat de Yan’an. L'agost de 1940 participà a la batalla de Baituan i va dirigir un grup artístic i teatral de l'exèrcit. El 1951 es va incorporar als estudis cinematogràfics de l'exèrcit xinès, on va començar rodant documentals i a partir del 1957 va iniciar una etapa com guionista.
El 1952 va ser traslladat a Bayi Film Studio com a director. Va participar inicialment en la creació de pel·lícules documentals i el 1959 va començar a treballar com a director de llargmetratges, amb 回民支队 (Muslim detachment) amb un guió seu i de Feng Yifu (冯一夫), una pel·lícula que va tenir un gran èxit de públic. El 1979 amb 归心似箭 (Homecoming Like a Arrow) va guanyar el premi a la pel·lícula del Ministeri de Cultura i el Premi a la millor pel·lícula dels "Wenhui Film Awards" patrocinats per Shanghai Wenhui Daily.
El 1976 va filmar 南海 长子 (South China Sea Great Wall) que es va inspirar en una obra de Jiang Qing que havia vist el 1964. El guió, com el llibret de l’obra, dibuixa la història d’un agent secret de Guomingdang dels anys 60. La pel·lícula s'ha mantingut famosa pels seus tres intèrprets i la seva cançó: l’actriu Liu Xiaoqing (刘晓庆), al costat de l’actor Wang Xingang (王心刚), i la cançó interpretada per Li Guyi (李谷一): "Unforgettable forever" (永远 不能 忘).
Després dels darrers anys de la Revolució Cultural, el 1980, amb Sparkling Red Star co-dirigida amb Li Ang i guió de Li Xintian, va guanyar el segon premi del "National Children's Art Creation Award" i en la qual el personatge principal, el jove heroi Pan Dongzi (潘东子), un nen soldat que va lluitar contra els japonesos,ha estat un model a seguir per a tota una generació de nens xinesos.
El 1981 va dirigir 许 茂 和 他 的 女儿 们 (Xu Mao and His Daughters) adaptació d'una novel·la homònima de Zhou Keqin (周克芹) que el 1982 va guanyar el primer Premi Mao Dun de Literatura, i va ser una de les pel·lícules més significatives de la reactivació del cinema xinès a l'inici del període d'obertura.

## Filmografia
| Any  | Títol anglès               | Títol xinès      |
| 1959 | Muslim detachment          | 回民支队         |
| 1959 | Friendship                 | 友谊             |
| 1963 | Serfs                      | 农奴             |
| 1964 | Watershed                  | "分水岭          |
| 1974 | Sparkling the Red Star     | 闪闪的红星       |
| 1976 | South China Sea Great Wall | 南海长城         |
| 1979 | Homecoming Like a Arrow    | 归心似箭         |
| 1981 | Xu Mao and His Daughters   | 许茂和他的女儿们 |
| 1991 | Big Battle                 | 大决战           |